# Hubert Tromp
Hubert Tromp (Aruba, 1943[forrás?]–?) holland antilláki nemzetközi labdarúgó-játékvezető, sportvezető.	

## Pályafutása

### Nemzetközi játékvezetés
A holland antilláki labdarúgó-szövetség Játékvezető Bizottsága (JB) terjesztette fel nemzetközi játékvezetőnek, a Nemzetközi Labdarúgó-szövetség (FIFA) 1979-től tartotta nyilván bírói keretében. Több nemzetek közötti válogatott és klubmérkőzést vezetett, vagy működő társának partbíróként segített. Az aktív nemzetközi játékvezetéstől 1991-ben búcsúzott.

#### Világbajnokság
A világbajnoki döntőhöz vezető úton Spanyolországba a XII., az 1982-es labdarúgó-világbajnokságra a FIFA JB bíróként alkalmazta.
| Időpont            | Helyszín                    | Mérkőzés típusa        | Mérkőzés        | Eredmény | Nézők száma |
| ------------------ | --------------------------- | ---------------------- | --------------- | -------- | ----------- |
| 1980. július 30.   | Városi Stadion, Panamaváros | CONCACAF központi zóna | Panama–Honduras | 0 – 2    | 8975        |
| 1980 szeptember 7. | Városi Stadion, Paramaribo  | Karib-térségi zóna     | Suriname–Kuba   | 0 – 0    |             |

## Sportvezetőként
Aktív pályafutását befejezve Holland antilláki Labdarúgó-szövetség Játékvezető Bizottsága (JB) tagja, a játékvezetők oktatója, szakmai ellenőre. A CONCACAF régióban aktív szakmai munkát végzó sportember.

## Szakmai sikerek
1993-ban a nemzetközi játékvezetés hírnevének erősítése, hazájában 10 éve a legmagasabb Ligában (osztályban) folyamatosan tevékenykedő, eredményes pályafutása elismeréseként a FIFA JB felterjesztésére az 1965-ben alapított International Referee Special Award címmel és oklevéllel tüntették ki.
2004-ben a CONCACAF az amerikai Mavis Derflinger (női labdarúgóedző) társaságában nevüket elhelyezte a dicsőségfalán.